# Коффи (округ, Теннесси)
Округ Коффи (англ. Coffee County) располагается в штате Теннесси, США. Официально образован в 1836 году. По состоянию на 2010 год, численность населения составляла 52 796 человека.

## География
По данным Бюро переписи США, общая площадь округа равняется 1 124,061 км2, из которых 1 111,111 км2 — суша, и 15,540 км2, или 1,290 % — это водоемы.

## Население
По данным переписи населения 2000 года в округе проживает 48 014 жителей в составе 18 885 домашних хозяйств и 13 597 семей. Плотность населения составляет 43,00 человека на км2. На территории округа насчитывается 20 746 жилых строений, при плотности застройки около 19,00-ти строений на км2. Расовый состав населения: белые — 93,43 %, афроамериканцы — 3,59 %, коренные американцы (индейцы) — 0,30 %, азиаты — 0,74 %, гавайцы — 0,03 %, представители других рас — 0,91 %, представители двух или более рас — 1,00 %. Испаноязычные составляли 2,19 % населения независимо от расы.
В составе 32,40 % из общего числа домашних хозяйств проживают дети в возрасте до 18 лет, 56,90 % домашних хозяйств представляют собой супружеские пары, проживающие вместе, 11,10 % домашних хозяйств представляют собой одиноких женщин без супруга, 28,00 % домашних хозяйств не имеют отношения к семьям, 24,30 % домашних хозяйств состоят из одного человека, 10,30 % домашних хозяйств состоят из престарелых (65 лет и старше), проживающих в одиночестве. Средний размер домашнего хозяйства составляет 2,50 человека, и средний размер семьи — 2,96 человека.
Возрастной состав округа: 25,10 % — моложе 18 лет, 8,30 % — от 18 до 24, 28,40 % — от 25 до 44, 23,60 % — от 45 до 64, и 23,60 % — от 65 и старше. Средний возраст жителя округа — 38 лет. На каждые 100 женщин приходится 95,10 мужчин. На каждые 100 женщин старше 18 лет приходится 92,30 мужчин.
Средний доход на домохозяйство в округе составлял 34 898 USD, на семью — 40 228 USD. Среднестатистический заработок мужчины был 32 732 USD против 21 014 USD для женщины. Доход на душу населения составлял 18 137 USD. Около 10,90 % семей и 14,30 % общего населения находились ниже черты бедности, в том числе — 17,80 % молодежи (тех, кому ещё не исполнилось 18 лет) и 15,20 % тех, кому было уже больше 65 лет.